# Parafia św. Michała Archanioła w Chróścinie Nyskiej
Parafia św. Michała Archanioła – rzymskokatolicka parafia w miejscowości Chróścina (powiat nyski, województwo opolskie).
Parafia należy do dekanatu Grodków w diecezji opolskiej.

## Historia parafii
Pierwsza wzmianka o parafii oraz kościele w Chróścinie pochodzi z "Liber Fundationis Episcopatus Vratislaviensis" (dokumentu założycielskiego parafii) z 1305 roku. Obecny kościół parafialny zbudowany został w XV lub na początku XVI wieku. Parafię obsługuje ksiądz diecezjalny. Proboszczem jest ks. Marek Ruczaj.  

## Zasięg parafii
Do parafii należy 1710 wiernych z miejscowości: Chróścina i Pniewie.

## Kościoły
- Kościół Matki Boskiej Częstochowskiej w Czarnolesie - kościół filialny

## Duszpasterze

### Proboszczowie po 1945 roku
- ks. Henryk Zapiór,
- ks. Stanisław Kaczor,
- ks. Paweł Kuczera,
- ks. Ludwik Dziech,
- ks. Czesław Korzeniowski,
- ks. Ernest Mateja,
- ks. Gotfryd Fesser,
- ks. Zygmunt Jaworek,
- ks. Herman Mandok,
- ks. Zygmunt Widziak,
- ks. Marek Ruczaj.[2]